# آدم سيدجويك
آدم سيدجويك (بالإنجليزية: Adam Sedgwick)‏ أحد مؤسسي علم الجيولوجيا الحديث. (ولد في 22 مارس 1785 وتوفي في 27 يناير 1873) وهو من اقترح العصر الديفوني في المقياس الزمني الجيولوجي. وفي وقت لاحق، اقترح العصر الكمبري، على أساس عمله في طبقات صخرية في ويلز. على الرغم من ان دراستة الجيولوجية ساعدت الشاب تشارلز داروين، فقد كان سيدجويك أكثر المعارضين لنظرية داروين حول التطور عن طريق الانتقاء الطبيعي. كان سيدجويك رئيسًا لجمعية لندن الجيولوجية في الفترة من 1829 إلى 1831.

## روابط خارجية
- آدم سيدجويك على موقع الموسوعة البريطانية (الإنجليزية)